# Bothromesostoma personatum
Bothromesostoma personatum är en plattmaskart. Bothromesostoma personatum ingår i släktet Bothromesostoma och familjen Typhloplanidae. Inga underarter finns listade i Catalogue of Life.